# 러시아-우크라이나 관계

러시아의 국기(왼쪽)와 우크라이나의 국기(오른쪽).

러시아-우크라이나 관계(러시아어: Российско-украинские отношения, 우크라이나어: Українсько-російські відносини)는 러시아 연방과 우크라이나의 관계를 말한다. 현재 두 나라는 러시아가 우크라이나의 크림반도를 합병한 2014년부터 러시아-우크라이나 전쟁을 치르고 있으며, 2022년에는 러시아아가 우크라이나를 직접적으로 침공했다.
1991년, 소련이 붕괴되고, 분리된 국가들 간의 사이에서는 긴장감이 돌고 노골적으로 적대감을 드러냈다. 이 중 우크라이나는 독립과 주권 보장 정책이 가장 많았고, 유럽 연합(EU)과 러시아 간의 중립 외교를 택했다.
우크라이나의 친러 성향 대통령이었던 빅토르 야누코비치와 그의 지지자들을 축출한 2014년 우크라이나 혁명 이후 두 나라의 관계는 매우 적대적이었다. 우크라이나 혁명 이후 우크라이나 정부는 유럽 연합과 러시아 사이의 중립 외교를 계속하기보다는 유럽 연합과 북대서양 조약 기구(NATO)에 참여하려고 하였다. 마침 2004년에 체코, 에스토니아, 라트비아, 리투아니아, 폴란드와 슬로바키아가 유럽 연합에 참여하였고, 2007년에는 루마니아와 불가리아까지 뒤를 이었다. 러시아 정부는 EU와 NATO가 러시아의 흑해 접근을 제한하자 옛 소련의 위성국들이 EU와 NATO 등에 참여하여 러시아의 서쪽이 위협 받을 수 있다고 생각했다. 또한, 러시아 정부는 대한민국과 일본이 미국과 동맹을 맺으면서, 러시아에 잠재적으로 적대적인 국가들이 러시아를 둘러쌓게 될 것을 우려하였다.
2014년 우크라이나 혁명이 일어나자 러시아는 우크라이나에게 경제적으로 중요하고 러시아인이 많이 거주하는 도네츠크의 도네츠크 인민공화국과 루간스크의 루간스크 인민공화국을 지원하여 돈바스 전쟁이 일어나게 하였다. 2020년 초까지 돈바스 전쟁은 13,000여명의 사상자를 냈고, 서방이 러시아를 제재하도록 만들었다. 그리고, 2021년 내내 우크라이나 국경에 러시아가 군사력을 증강시키자, 서방국가와 러시아의 긴장감은 고조되었고, 서방 국가들은 러시아가 우크라이나를 침공할 시 강력한 경제 제재가 있을 것이라고 경고했다. 이 충돌과 긴장감은 2022년까지 이어졌고, 이는 결국 러시아의 우크라이나 침공으로 이어졌다.

## 국가 비교
|                                      | 우크라이나 Україна | 러시아 러시아 연방 Российская Федерация                                                            |
| ------------------------------------ | --- | -------------------------------------------------------------------------------------------------- |
| 국기 및 국장                         | 우크라이나 | 러시아                                                                                             |
| 인구                                 | 41,319,838 (크림반도 제외) | 146,171,015 (크림반도 포함)                                                                        |
| 면적                                 | 603,550 km2 (233,030 sq mi) | 17,125,191 km2 (6,612,073 sq mi)                                                                   |
| 인구 밀도                            | 73.8/km2 (191/sq mi) | 8/km2 (21/sq mi)                                                                                   |
| 시간대                               | 1개 | 11개                                                                                               |
| 배타적 경제 수역                     | 147,318 km2 (56,880 sq mi) | 8,095,881 km2 (3,125,837 sq mi)                                                                    |
| 수도                                 | 키이우 - 2,962,180 | 모스크바 - 12,111,194                                                                              |
| 최대 도시                            | 키이우 - 2,962,180 | 모스크바 - 12,111,194                                                                              |
| 정부                                 | 단일 국가 이원집정부제 입헌 공화국 | 연방제 이원집정부제 입헌 공화국                                                                    |
| 언어                                 | 우크라이나어 | 러시아어                                                                                           |
| 종교                                 | 34% 우크라이나 정교회 27.6% 동방 정교회 13.8% 모스크바 총대주교청의 우크라이나 정교회 8.2% 우크라이나 그리스 가톨릭교회 0.7% 개신교와 복음주의 0.4% 로마 카톨릭교회 0.6% 기타 8.8% 무종교 5.6% 무신론 | 71% 동방 정교회 15% 무신론 10% 이슬람교 <1% 로마 카톨릭교회 1% 그 외                               |
| 민족군                               | 77.8% 우크라이나인 17.3% 러시아인 4.9% 기타 | 80.9% 러시아인 8.75% 튀르크족 3.96% 인도유럽어 사용 민족 3.78% 백인 1.76% 핀족과 몽골족 등         |
| 국제 통화 기구(IMF)의 GDP (nominal)  | $1,020억 | $15억 7,600만                                                                                      |
| 국제 통화 기구의 GDP (PPP)           | $3,890억 | $4,520억                                                                                           |
| 국제 통화 기구의 1인당 GDP (nominal) | $2,583 | $10,955                                                                                            |
| 국제 통화 기구의 1인당 GDP (PPP)     | $8,656 | $27,890                                                                                            |
| 군사력                               | - 우크라이나 국군 - 20만 9000명 - 준군사 - 10만 2000명 - 예비군 - 90만 명 | - 러시아 연방군 - 90만 명 - 준군사 - 55만 4000명 - 예비군 - 200만 - 연합 노보로시야군 - 3만 4000명 |
| 현 대통령                            | 볼로디미르 젤렌스키 | 블라디미르 푸틴                                                                                    |
| 현 총리                              | 데니스 시미할 | 미하일 미슈스틴                                                                                    |
| 핵무기 준비양/전체양                 | 0 / 0 (2019) | 1,600 / 6,850 (2019)                                                                               |

## 분리독립 이전 관계

### 키예프 루스국

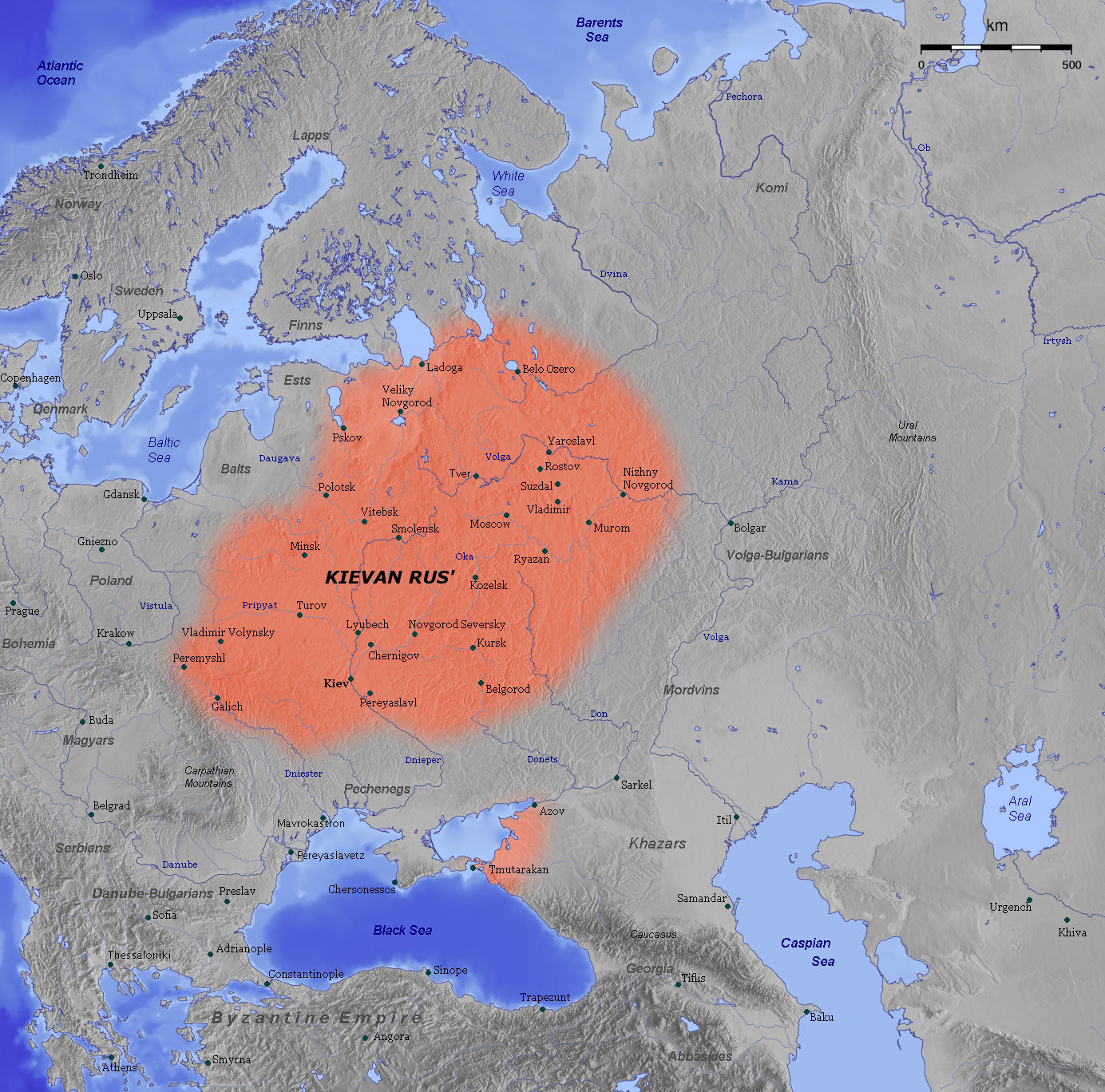
키예프는 바랑기아 류리크가가 다스리던 키예프 루스국의 수도였고, 이후 슬라브화되기 시작했다.

현 러시아와 우크라이나 지역에서 10세기에는 키예프 루스국이 지배하고 있었는데, 현재 두 국가는 키예프 루스국의 유산의 영유권을 주장하고 있다. 소비에트 대백과사전에서는 키예프 루스국이 봉건적 분열이 있어 군주들 사이에 갈등이 강했다고 적혀 있으며, 키예프 루스국의 수도는 키예프로, 러시아와 우크라이나의 기원이 같아 두 국가는 이에 대해 종종 격렬한 논쟁을 벌인다.

### 러시아 차르국/제국
몽골 제국의 키예프 루스국 침공 이후 러시아와 우크라이나 민족의 역사는 갈라졌다. 러시아 차르국은 옛 키예프 루스국의 영토들을 성공적으로 통합하여 강력한 국가가 되었다. 한편 폴란드-리투아니아 연방이 리투아니아 대공국의 지배를 받고, 폴란드-리투아니아가 되었다. 그런데 호전적으로 폴란드화를 거부했던 자포리자 코자크가 정부와 슐라흐타들과 충돌하였고, 코자크와 그의 지지자들은 흐멜니츠키 봉기 등을 일으키고 러시아와의 동맹을 원했다. 이는 1654년 페레야슬라프 조약이 체결되어 공식적으로 인정되었고, 17세기부터 우크라이나는 러시아에 점차 흡수되기 시작했다. 18세기에 비로소 폴란드가 분할되면서 우크라이나는 완전히 러시아에 흡수되었다. 18세기 중반에는 러시아가 코사크의 군대를 해산시키고, 해산된 대부분의 군인들을 캅카스 지역을 정복하게 했다. 러시아는 300년 동안 잔혹한 러시아화 정책을 펼쳤다. 이는 우크라이나어와 우크라이나 문화를 공식적으로 금지하는 정책이었습니다

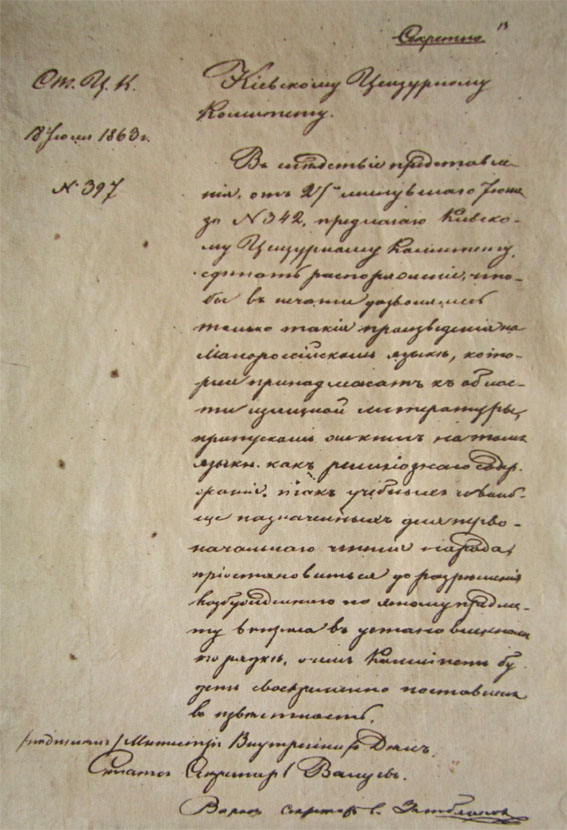
1863년 러시아 내무부 장관 표트르 발루예프의 명령에는 "우크라이나어는 본래부터 존재하지 않았고, 우크라이나어는 없으며, 우크라이나어는 존재할 수 없다. 이 진술에 동의하지 않는 사람은 러시아의 적이다"라는 내용이 담겨 있습니다.

러시아 제국에서는 우크라이나와 벨라루스의 땅을 "소러시아"라고 불렀고, 제 1차 세계대전이 끝나기 전까지 소수의 우크라이나 민족주의자들만이 이에 반대했다. 하지만, 이후 "우크라이나 분리주의"의 조짐이 보이자 러시아 제국은 소러시아를 완전한 러시아로 만드는 계획을 진행했다. 1804년에 우크라이나에 우크라이나어 수업을 멈추고, 금지 언어로 지정했다. 또한, 1876년, 알렉산드르 2세의 비서 엠스 우카즈(Ems Ukaz)는 우크라이나어로 된 서적 출판을 금지했으며, 우크라이나어를 인쇄하는 것 역시 금지했다.

### 소비에트 연방

1922년부터 1936년까지의 소련 내 우크라이나 소비에트 사회주의 공화국의 위치(빨간색).

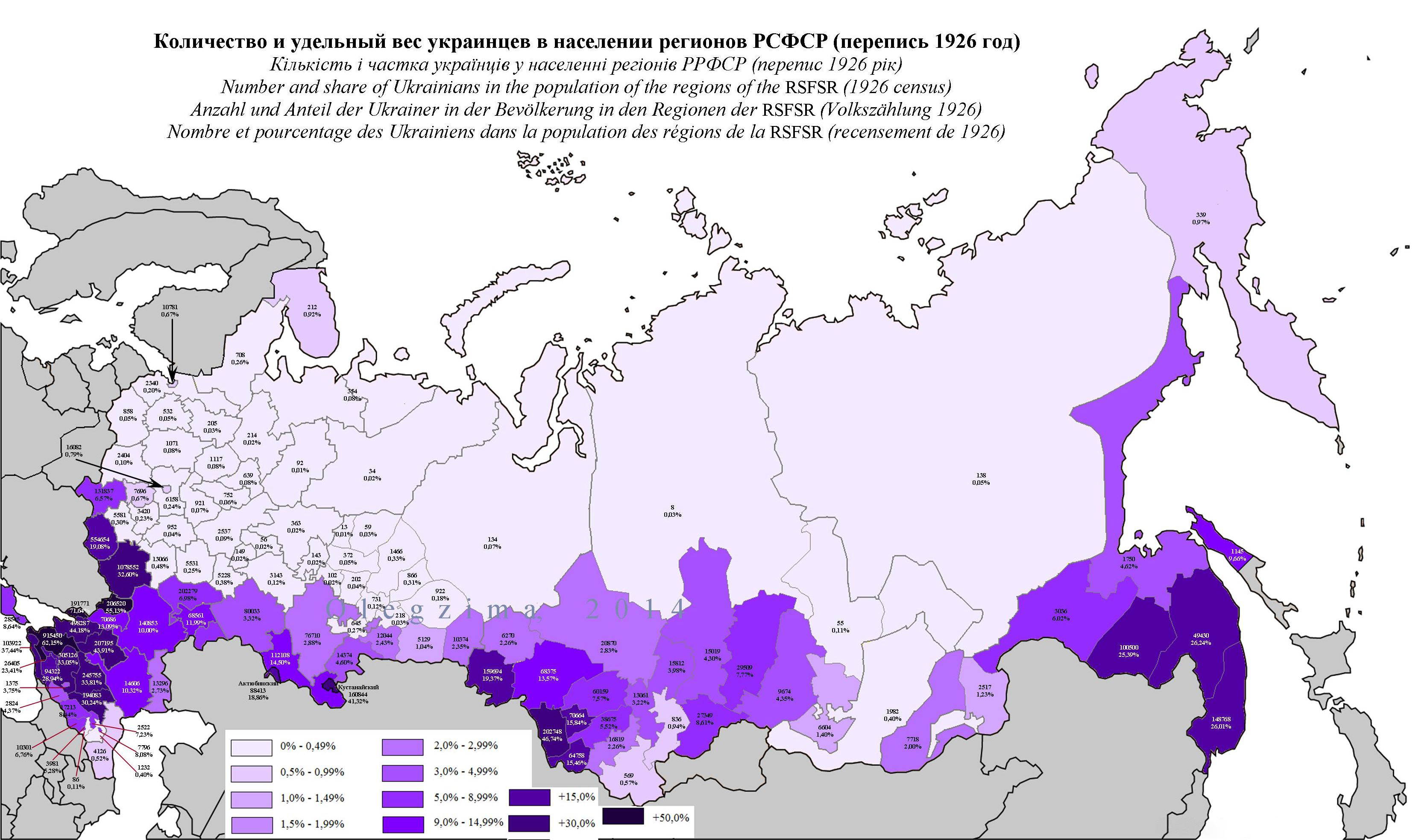
러시아 소비에트 연방 사회주의 공화국의 우크라이나인 수.

러시아 2월 혁명으로 인해 러시아 임시 정부의 우크라이나 업무 담당 대표자였던 페트로 슈테브니츠키(Petro Stebnytsky)를 통해 우크라이나 중앙 위원회와 공식적으로 동맹 관계를 맺었고, 우크라이나 중앙 위원회는 드미트리 오디네츠(Dmitry Odinets)를 러시아 업무 담당 대표자로 임명했다. 그러나, 1918년 초 소비에트가 우크라이나를 침공하자 우크라이나는 러시아 공화국으로부터 완전한 독립을 선언했다. 하지만, 러시아가 동맹국과의 브레스트-리토프스크 조약을 맺으면서 우크라이나와 러시아의 군사적 충돌은 멈추어졌고, 같은 해 평화협정이 시작되었다.
1차 세계대전이 끝난 후, 우크라이나는 러시아 내전의 전쟁터가 되었으며, 거의 모든 우크라이나인들은 자신의 이념에 따라 전쟁에 참여하여 싸웠다.
1922년, 우크라이나는 소비에트 사회주의 공화국 연방의 창립 국가였으며, 러시아 제국이 무너져 결국은 우크라이나어 사용 금지도 철폐되었다. 초기에 소련에서는 다른 소련 내의 공화국의 문화를 홍보하는 "Korenizatsiya"가 진행되기도 하였다. 1991년 12월에 우크라이나는 소련 연방이 해체되는 조약에 서명하기도 했다.
1932년부터 1933년, 1년간 우크라이나에서는 홀로도모르(우크라이나어: Голодомор)라는 대기근이 일어났는데, 이는 자연적인 것이 아니라 인위적인 대기근이었다. 기근의 원인으로 당시 학자들은 자연적 요인, 경제 정책이나 소련의 지도자들의 농장 파괴 등으로 꼽아 학자들끼리도 의견이 엇갈렸다. 인위적인 기근이라는 문서상 근거가 없는 상황에서 이 대기근은 소련과 카자흐스탄 전 지역으로 퍼져나갔다. 이후 학자들은 1930년대 초의 광범위한 가뭄과 급진적인 경제 정책 때문으로 의견을 모았고, 2010년 1월 13일 키이우 법원은 이오시프 스탈린, 라자리 카가노비치, 뱌체슬라프 몰로토프, 스타니스와프 코시오르(Stanisław Kosior)와 블라스 추바르(Vlas Chubar)를 우크라이나인에 대한 집단학살 혐의에 유죄 판결을 내렸다.

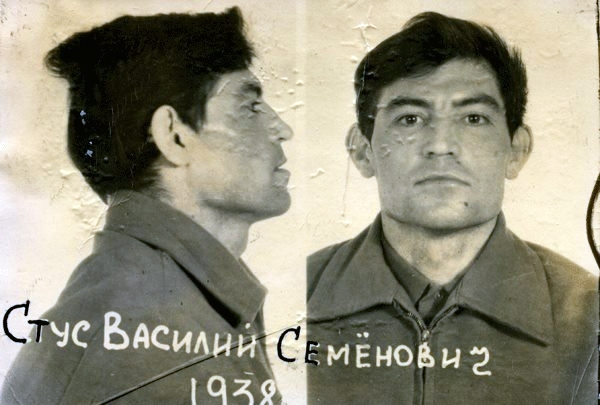
바실 스투스

스탈린이 죽은 후에도, 소련 시대의 마지막 몇 년 동안 우크라이나의 독립을 추구하는 반체제 인사와 활동가들에 대한 잔혹한 탄압이 있었습니다. 그들은 정신과 치료와 투옥을 당했으며, 그들의 가족은 박해를 받았습니다. 우크라이나의 가장 두드러진 반체제 인사로는 알라 호르스카, 바실 스투스, 뱌체슬라프 초르노볼이 있으며, 이들은 독립 선언 후 대통령 선거에 출마했습니다.

## 최근 관계

### 1990년대

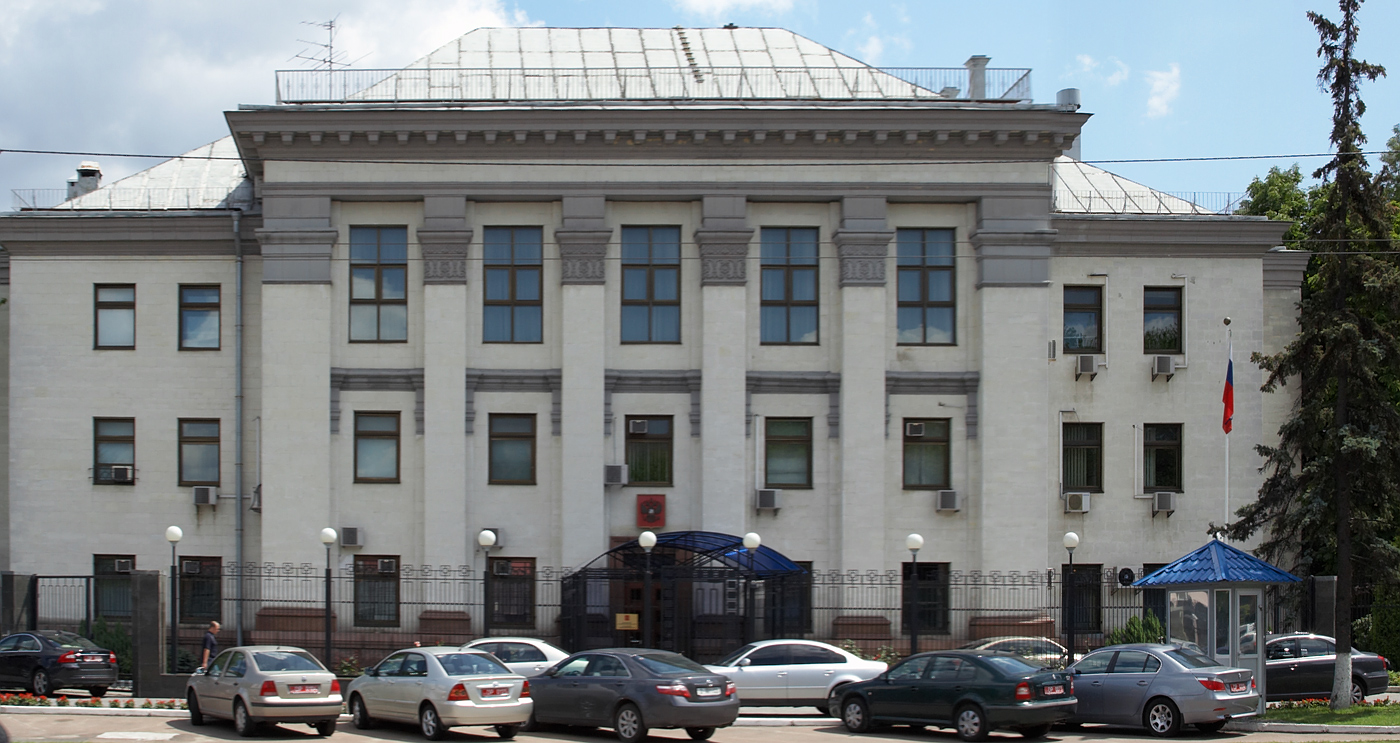
키이우 러시아 대사관.

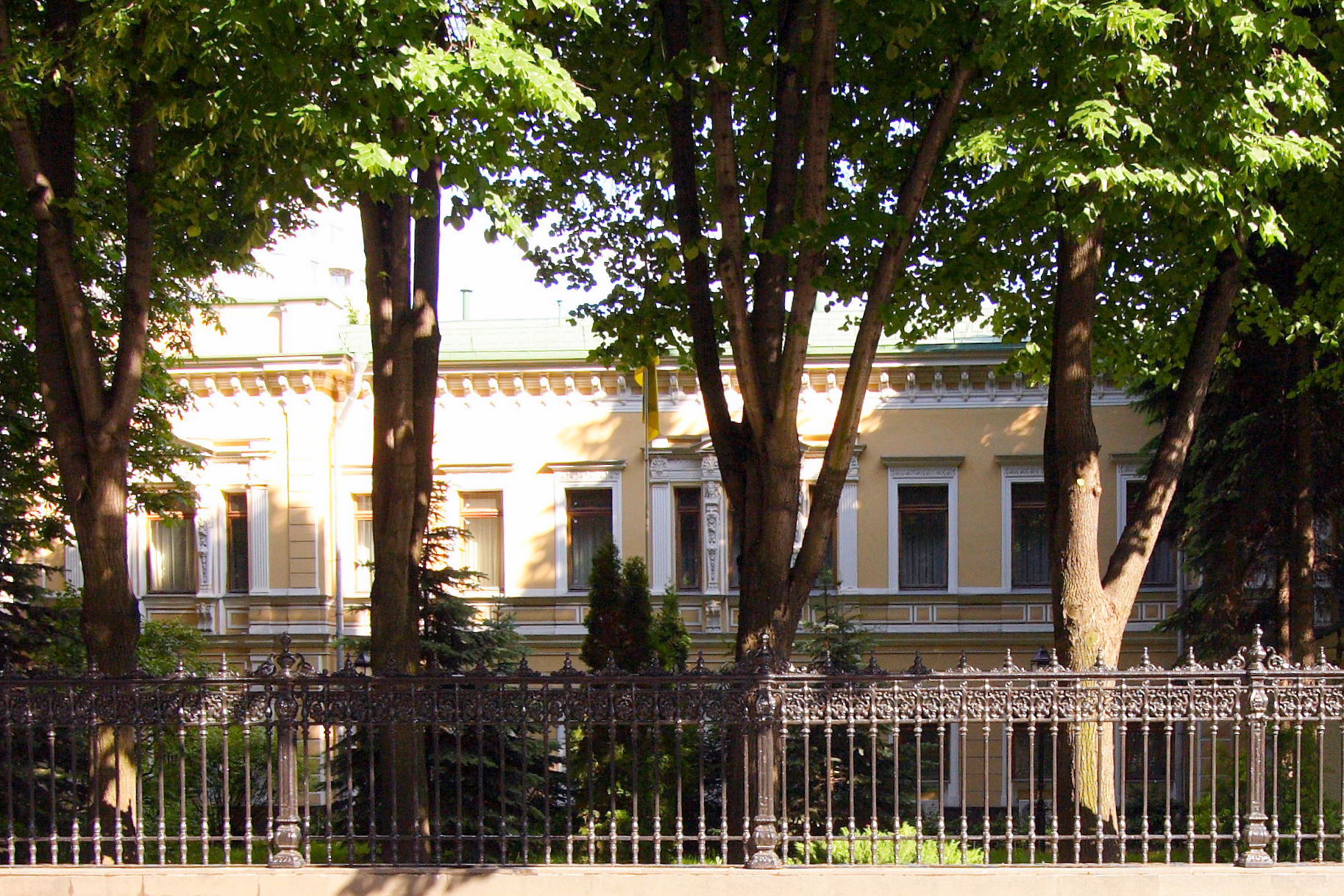
모스크바 우크라이나 대사관.

#### 핵무기 문제
소련의 붕괴는 여러 문제들을 일으켰다. 그 중에서도 우크라이나의 핵무기 보유는 러시아와 우크라이나의 초창기 관계에서 문제를 일으켰다. 냉전 기간 동안 현 우크라이나 지역에는 다량의 핵무기가 위치해 있었는데, 그 상태로 소련이 붕괴되고 우크라이나가 분리 독립을 했고, 우크라이나는 핵무기 설계와 생산에 중요했던 건물들과 세계에서 세 번째로 많은 핵무기 비축량을 가지고 있었다. 이 핵무기 비축량에는 6개의 탄두를 장착할 수 있는 UR-100N 대륙간 탄도 미사일 130기, 10개의 탄두를 장착할 수 있는 RT-23 46기와 33개의 중폭격기 등이 있었다. 우크라이나는 이러한 무기들을 물리적으로 관리하고 있었지만, 러시아의 명령 시스템에 의존했기 때문에 작전 통제권은 없었다.
1992년, 우크라이나는 3000개 이상의 핵무기를 제거하기로 합의했다. 1994년에 우크라이나는 미국, 영국, 러시아가 진행한 부다페스트 안전 보장 각서에 따라 나머지 핵무기를 폐기하고 핵확산방지조약에 가입했고, 1996년에는 모든 핵무기를 러시아에 양도했다.

#### 흑해 함대와 세바스토폴 분단 관련 문제
우크라이나와 러시아의 두 번째 갈등은 흑해 함대와 세바스토폴에 관한 것이었다. 흑해 함대가 모두 러시아의 관할 하에 있다는 것에 불만을 품은 우크라이나는 북대서양 조약 기구(NATO)에 가입을 추구한다고 밝혔고, 이에 러시아의 정치인들은 크림반도의 영토 주장을 표명했으며, 러시아 의회는 1954년 크림반도 이양이 소련 공산당 서기장인 니키타 흐루쇼프가 독자적으로 진행한 이양이라 불법이라며 계속 문제로 삼아 왔다. 치열한 협상 끝에, 1997년, 흑해 함대를 분할하고, 러시아가 일부 세바스토폴 해군 기지를 사용할 수 있도록 허용했으며, 기존 국경을 인정하는 것으로 갈등을 해결했다.

#### 에너지 문제
소련이 붕괴되기 전에, 소련에서 서유럽으로 향하는 많은 석유, 가스 파이프라인은 현 우크라이나 지역을 통과했다. 소련이 붕괴되고, 우크라이나는 러시아로부터 에너지 자원을 공급 받았고, 우크라이나는 가스를 공급받으면서 밀렸던 채무들을 투폴레프 Tu-160 등의 핵무기를 러시아로 이전하여 해결했다.
1997년, 우크라이나의 수출 중에서 약 26.2%가 러시아였는데, 1998년-2000년에 23%로 감소하였다. 그러나, 우크라이나는 수입에서 45-50%를 러시아의 수입에 의존하였는데, 그 중에서 특히 에너지 의존도가 높았다. 우크라이나에서 연간 소비되는 가스의 70-75%가, 석유는 80%가 러시아에 의존했다. 러시아 역시 수출 시장에서 우크라이나가 주요 수출국으로 여겨졌으며, 역사적으로 러시아 소비자들은 우크라이나 시장과 다른 시장들에 비해 결부되어 있었고, 러시아 소비자들의 90%가 우크라이나 시장을 희망했다. 그러나, 1997년, 대부분의 러시아 소비자들이 떠나면서 우크라이나에는 디지털 제어 시스템, TV, 녹음기, 굴착기, 자동차, 트럭 등의 산업용 기계 생산이 무려 97~99%가 감소했다. 그럼에도 불구하고, 탈공산주의의 침체기였던 1998년에, 우크라이나에서 러시아는 미국, 네덜란드, 독일에 이어 네 번째로 많은 투자국이었다.

### 2000년대

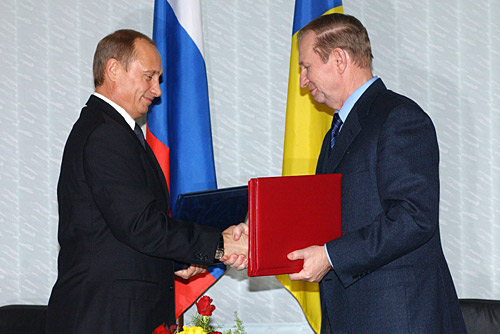
2003년 12월, 블라디미르 푸틴과 레오니드 쿠치마.

2004년 우크라이나 대통령 선거를 앞두고 시베리아 항공 1812편 격추 사건, 투즐라섬 분쟁 등의 논란이 일었지만, 레오니드 쿠치마가 당선되고 정권 말기에 러시아와의 관계는 개선되었다. 이것에는 2002년 러시아의 흐멜니츠키 원자력 발전소와 리우네 원자력 발전소 건설 지원이 큰 역할을 하였고, 덩달아 러시아는 우크라이나를 유라시아 경제 연합에 통합하려 시도하였다. 그러나, 우크라이나에서 빅토르 유셴코가 집권하면서 이러한 시도는 물거품이 되었고, 우크라이나의 북대서양 조약 기구와 유럽 연합 참여 시도는 두 국가 사이의 관계를 크게 나빠지게 만들었다.
러시아는 그 어떤 나라도 합병할 생각이 없다.
우크라이나에서 러시아에 대한 인식은 지역에 따라 크게 다르다. 우크라이나 내에서 러시아인의 비율이 상대적으로 많은 우크라이나 동부 지역은 러시아와의 친밀한 관계를 환영하고 있으나, 러시아 제국에게 정복을 당한 적이 없는 우크라이나의 중서부 지역은 러시아, 특히 소련과의 관계를 껄끄럽게 여긴다.
러시아에서 우크라이나에 대한 인식은 지역마다 크게 다르지 않다. 대부분의 지역에서 우크라이나의 유럽 연합 참여(EU)와 북대서양 조약 기구(NATO) 참여 시도는 우크라이나가 친서방, 반러시아 성향이라는 인식을 갖게 하도록 했다. 이에 우크라이나의 대통령 빅토르 유셴코는 우크라이나가 NATO에 가입하는 것을 반러 성향이 아니라고 러시아를 안심시켰고, 블라디미르 푸틴은 러시아의 EU 가입을 환영한다고 말했다. 이러한 두 대통령의 우호적인 관계는 러시아어를 우크라이나의 제 2언어로 만들어야 한다는 주장에 힘을 실어 주었다. 그러나, 2009년에 러시아와 우크라이나 간의 가스 분쟁 동안 러시아의 언론들은 우크라이나를 러시아에 적대적인 국가들과 동맹을 맺고 싼 러시아 에너지를 이용하려는 공격적인 국가로 묘사했다.
2007년부터 2008년까지는 러시아의 러시아 외무부, 당시 대통령인 블라디미르 푸틴과 당시 모스크바 시장 유리 루시코프와 우크라이나의 외무부 차관 보리스 타라슈크와 당시 법무차관인 코르니추크 예벤 볼로디미로비치(Корнійчук Євген Володимирович)와 당시 야당 당수였던 율리야 티모셴코의 호전적인 반응으로 양국의 관계는 크게 악화되었다.
또한, 세바스토폴과 흑해 함대 문제는 꾸준히 제기되었고, 양국의 의견이 부딪히면서 긴장 상태로 돌입하였다.

### 2010년대
블라디미르 푸틴이 2012년 3선에 성공한 이후, 러시아는 언론의 자유를 대대적으로 탄압하기 시작했습니다. 게다가 그는 집권한 지 얼마 되지 않아 우크라이나 동부 국경 근처에 군대를 동원하기 시작했습니다. 권력을 유지하기 위해 당시 우크라이나 대통령이었던 빅토르 야누코비치는 2013년 푸틴에게 군대를 파견해 우크라이나를 침공할 것을 요구했고, 이로 인해 유로마이단 또는 존엄 혁명으로 알려진 시위가 촉발되었습니다.

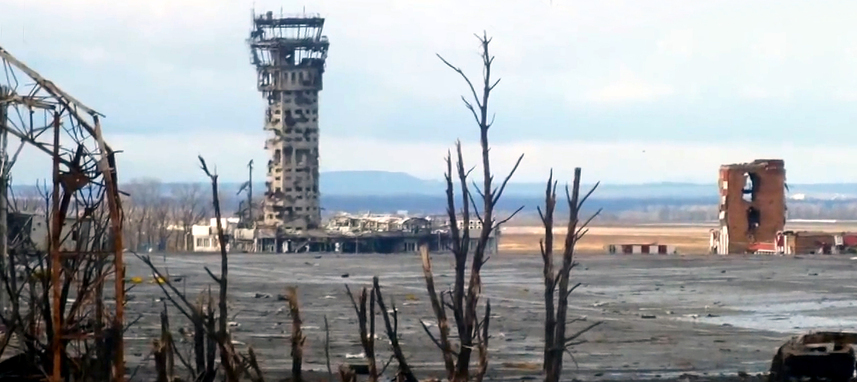
도네츠크 공항, 친러 세력과 정규 친러 세력에 의해 파괴, 2014

2014년 2월 20일, 야누코비치가 키이우에 있는 동안 러시아는 우크라이나 남부의 크림 반도 합병을 시작했고, 2014년 4월 12일, 야누코비치가 도피한 후, 러시아는 연방 보안국 장교인 이고르 기르킨이 이끄는 러시아군이 우크라이나의 도시인 슬라비얀스크를 공격하면서 우크라이나 동부에서 전쟁을 시작했습니다. 4월 13일, 우크라이나는 러시아의 공세를 막기 위해 ATO(테러 방지 작전)를 시작했습니다.
2014년 도네츠크 공항과 경기장은 완전히 파괴되었습니다. 이는 1990년대 그로즈니에서 러시아 테러리스트와 지역 범죄자들이 분리주의자로서 권력을 잡았을 때 발생한 범죄와 유사합니다. 2014년 도네츠크에서 러시아군은 러시아의 도시 점령에 반대하는 목소리를 낸 민간인 이리나 도브한을 고문했습니다. 그 소녀는 기둥에 묶인 채 며칠 동안 구타당하고 굴욕을 당했지만, 나중에 국제 사회와 인권 활동가들의 요청에 따라 그녀는 우크라이나의 통제 하에 있는 영토로 풀려났습니다.2014년 10월 7일, 53세의 우크라이나 전쟁 포로 이호르 코조마가 러시아가 점령한 도시인 주그레시에서 고문을 당했다는 사실이 알려졌습니다. 이고르 코조마는 기둥에 묶인 채 몇 시간 동안 공개적으로 고문을 당했습니다.

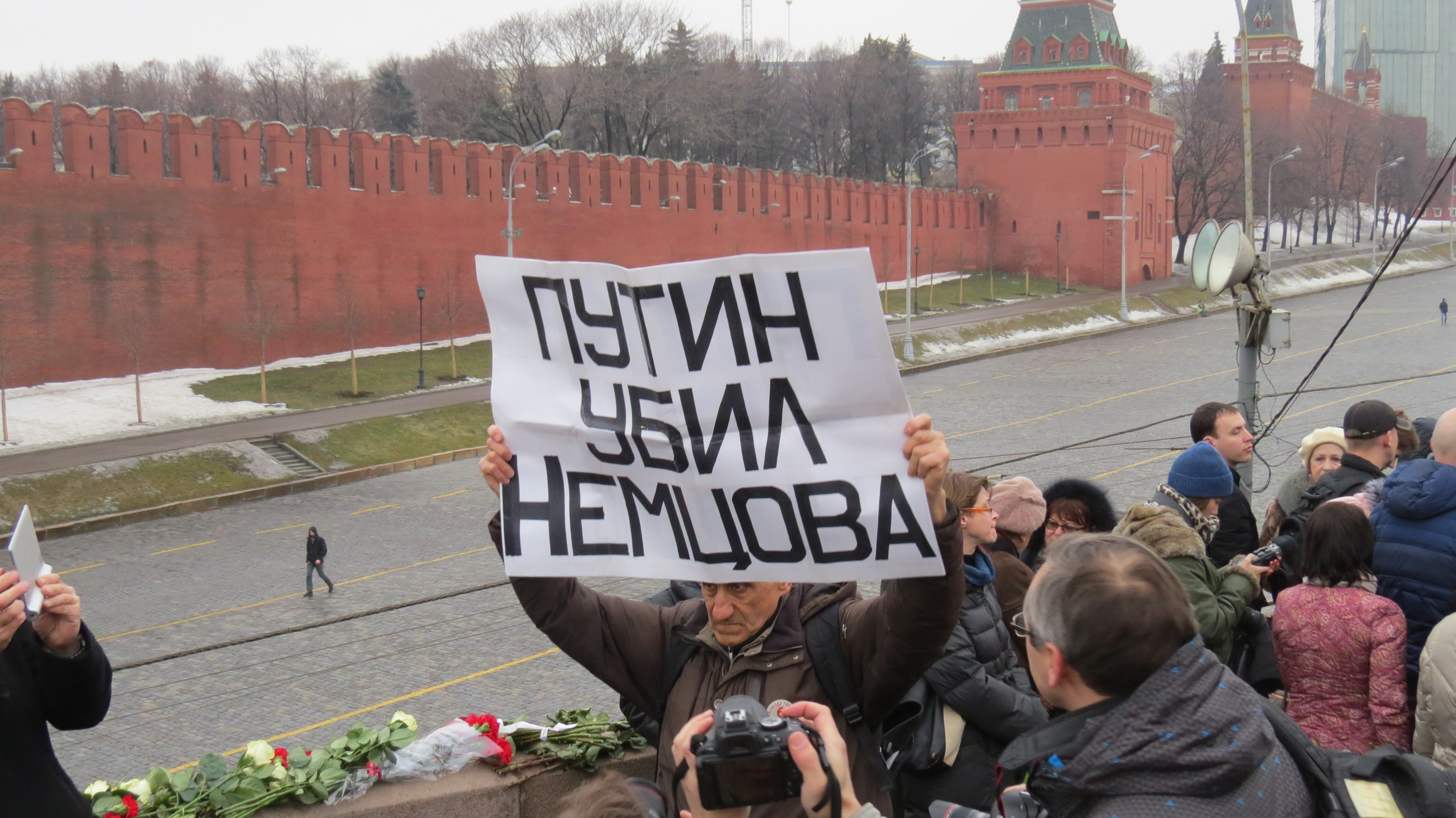
포스터에 적힌 글: 푸틴은 넴초프의 살인자이다., 2015

2015년 2월, 푸틴의 주요 정치적 라이벌이자 반전 정치인인 보리스 넴초프가 암살당했습니다. 그는 러시아의 지원을 받는 분리주의자들에 반대하여 목소리를 높이고 평화 행진을 조직했습니다. 넴초프는 러시아의 전쟁 범죄에 대한 기사를 발표하기 전날 살해당했습니다

### 2020년대
2020년 8월, 우크라이나 전쟁에 반대했던 푸틴의 또 다른 정치적 반대자 알렉세이 나발니가 러시아 연방 보안국 요원들에 의해 독살당했고, 2021년 1월 러시아로 돌아온 뒤 체포되어 투옥되었습니다.
2022년까지 러시아는 우크라이나를 상대로 비밀 전쟁을 벌였고, 공격적인 정책이 강화되고 우크라이나 동부의 두 도시가 일련의 새로운 포격 공격을 받으면서 본격적인 침략으로 확대되었습니다. 2022년 2월 24일 전쟁이 발발하자, 양국은 국교가 단절되어 지금까지 이르고 있다.2022년에는 러시아 전역에서 일련의 반전 시위가 일어났으나, 보안 기관에 의해 잔혹하게 진압되었습니다. 가장 극악무도하고 미친 사건은 2022년 4월에 일어났는데, 러시아 보안 기관이 마리아 모스칼보바라는 소녀가 반전 그림을 그렸다는 이유로 박해를 시작했을 때였습니다. 그녀의 아버지는 투옥되었고, 그녀 자신은 고아원으로 보내졌습니다.
러시아는 우크라이나에서 대규모 전쟁 범죄를 저지르고 있습니다. 주거 지역을 포격하고, 마리우폴과 같은 도시를 완전히 파괴하고, 우크라이나에 우호적인 입장을 취하는 민간인을 탄압하고 있으며, 보안 기관을 이용해 지하실에 있는 사람들을 고문하는 등의 행위가 있습니다. 러시아의 알려진 범죄 중 가장 잔혹한 것은 2022년 3월에 자행된 부차 총격 사건인데, 일부 연구자들은 이를 1940년 카틴 학살 사건과 비교합니다.
21세기 1사분기에 푸틴의 지도 하에 러시아에서 등장한 정치 체제는 우크라이나 사회에서 "러시즘"(틀:Lang-ru, 틀:Lang-en)이라는 별명으로 불리며, 러시아 국민에 대한 범죄를 포함하여 인도에 반한 수많은 범죄로 이어진 공격적인 정책에 주목을 받고 있습니다. 일부 연구자들은 이것이 나치와 소련이라는 두 전체주의 정권이 결합된 것이라고 믿고 있습니다. 푸틴은 소련 정보부의 전 대령이었고, 그의 가장 좋아하는 작가인 이반 일린은 다른 민족에 대한 집단 학살을 주장한 러시아 나치였습니다.

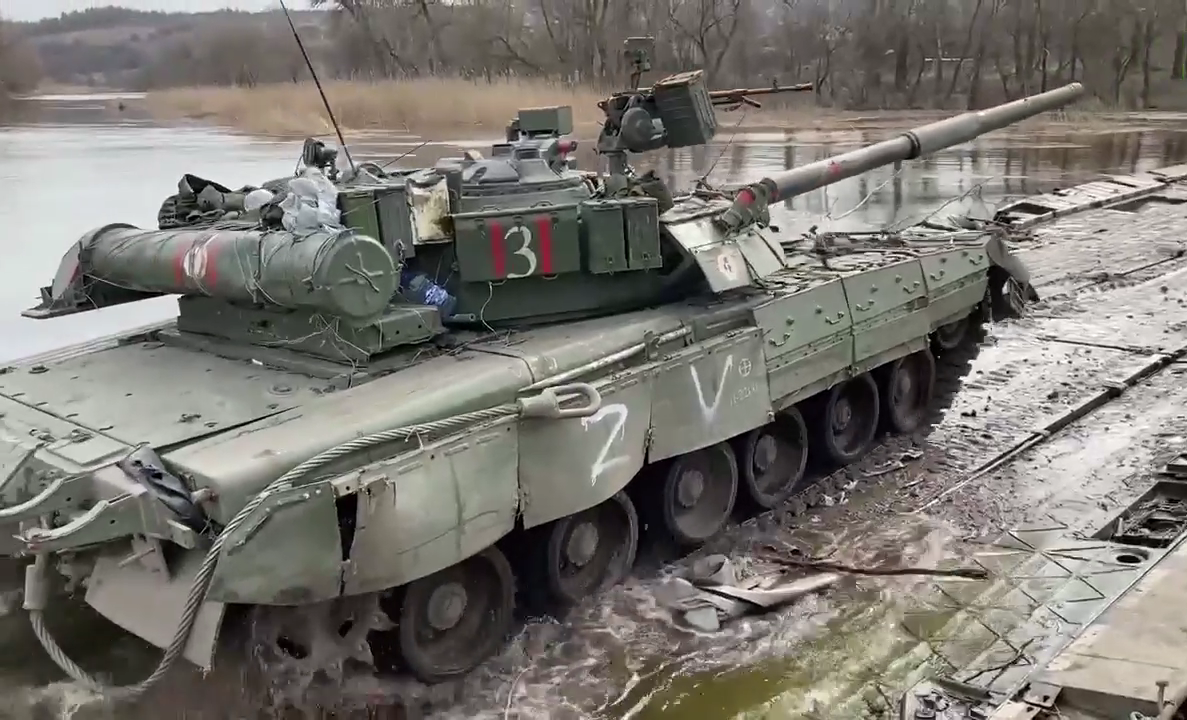
우크라이나로 보내진 Z 표시가 있는 러시아 전차 중 하나, 2022

푸틴 정권의 상징 중 하나는 라틴 문자 Z와 V입니다. 이는 종종 선전과 군사 장비에 사용되며, 러시아가 저지른 범죄로 인해 여러 국가에서 금지된 새로운 탄압의 상징이기도 합니다. 2022년부터 흰색-파란색-흰색 깃발은 크렘린 정책에 반대하는 사람들이 사용해 왔으며, 러시아에서는 공식적으로 반전 상징으로 금지되었습니다. 점령지에서 러시아는 러시아 선전 기준에 맞지 않는 교육 기관, 박물관, 도서관 등에서 우크라이나어 문학 작품을 대량 파괴하기 시작했습니다
.
러시아는 또한 평화로운 우크라이나인들을 비인도적으로 대하는 "여과" 수용소를 만들고, 어린이를 고문하고, 심리적 트라우마를 일으키고, 우크라이나를 지지하는 문신이 있는 젊은이들의 팔과 다리를 절단합니다. 언론인과 연구자들에 따르면, 이는 나치 독일의 강제수용소나 스탈린의 굴라그와 유사합니다. 그리고 러시아의 철학자이자 정치 전략가인 티모페이 세르게이체프의 기사, "러시아는 우크라이나에 대해 무엇을 해야 할까?"(틀:Lang-ru)미국 역사학자 티머시 스나이더는 그를 "러시아 대량 학살 매뉴얼"라고 불렀습니다. 오늘날 21개의 "여과법" 수용소가 있는 것으로 알려졌으며, 우크라이나 도네츠크 지역 점령지에 있는 일부 수용소의 주소와 위치도 알려져 있습니다 ने इसे "नरसंहार की रूसी पुस्तिका" कहा। आज, इस प्रकार के 21 शिविरों का अस्तित्व ज्ञात है, और डोनेट्स्क क्षेत्र के कब्जे वाले हिस्से में कुछ के पते और स्थान ज्ञात हैं।.
2024년, 러시아 극북 지역의 한 식민지에서 알렉세이 나발니가 식민지 지도부에 의해 살해당합니다. 같은 해, 러시아는 키이우의 소아암 환자를 위한 병원인 "오마디트" (Охмадит) 를 겨냥한 미사일 공격을 개시했습니다.

## 같이 보기
- 러시아-우크라이나 전쟁
- 말레이시아 항공 17편 격추 사건
- 러시아군의 시리아 내전 개입

### 내용주
1. ↑  유럽 연합 회원국 참고.
2. ↑  러시아 내전에 참여한 우크라이나인들은 무정부주의자, 백인 러시아인, 볼셰비키, 협상가와 우크라이나 정부의 전투원 등이었다.
3. ↑  벨라베자 조약

### 참조주
1. ↑  Shyrokykh, Karina (2018년 6월 22일). “The Evolution of the Foreign Policy of Ukraine: External Actors and Domestic Factors”. 《Europe Asia Studies》 70: 832–850. doi:10.1080/09668136.2018.1479734.
2. ↑  “Ukraine sticks to positions on Russia but leaves room for "compromises"”. 《Reuters》 (영어).
3. ↑  “Russia is stoking tension with Ukraine and the EU”. 《The Economist》. 2021년 11월 14일. ISSN 0013-0613. 2022년 1월 31일에 확인함.
4. ↑  Crowley, Michael (2021년 12월 7일). “Biden Delivers a Warning to Putin Over Ukraine”. 《The New York Times》 (미국 영어). ISSN 0362-4331. 2022년 1월 31일에 확인함.
5. ↑  장재은. “푸틴, 우크라 새벽 침공 강행…미 "동맹과 가혹한 제재"(종합2보)”. 2022년 2월 24일에 확인함.
6. ↑  “Population (by estimate) as of 1 October 2021”. 《ukrcensus.gov.ua.》. 2021년 12월 9일. 2021년 3월 6일에 원본 문서에서 보존된 문서. 2022년 1월 31일에 확인함.
7. ↑  “Estimated population as of 1 January 2021 and on the average for 2020”. Russian Federal State Statistics Service.
8. ↑  “The World Factbook–Ukraine” (영어). Central Intelligence Agency. 2021년 9월 2일.
9. ↑  “Information about availability and distribution of land in the Russian Federation as of 1 January 2017 (by federal subjects of Russia)”. Rosreestr. 2021년 12월 9일. 2019년 3월 23일에 원본 문서에서 보존된 문서. 2022년 1월 31일에 확인함.
10. ↑  Центр, Разумков. “Конфесійна та церковна належність громадян України (січень 2020р. соціологія)” (우크라이나어). 2022년 1월 31일에 확인함.
11. ↑  “Religious affiliation in central and eastern Europe” (미국 영어). 2017년 5월 10일. 2022년 1월 31일에 확인함.
12. 1 2  “Report for Selected Countries and Subjects”. IMF.
13. 1 2  “Report for Selected Countries and Subjects”. 2022년 1월 31일에 확인함.
14. 1 2  Hackett, James; International Institute for Strategic Studies (2021). 《The military balance 2021》 (영어). ISBN 978-1-000-41545-2.
15. ↑  “KIEVAN RUS. The Columbia Encyclopedia: Sixth Edition. 2000”. 2000년 8월 19일. 2000년 8월 19일에 원본 문서에서 보존된 문서. 2022년 2월 1일에 확인함.
16. ↑  Gumilyov, Lev. 《Ot Rusi k Rossii От Руси к России》. AST. ISBN 5-17-012201-2.
17. ↑  Shambarov, Valery. 《Kazachestvo: istoriya volnoy Rusi Казачество: история вольной Руси》. Algorithm Expo. ISBN 978-5-699-20121-1.
18. ↑  Франко З. Т. Валуєвський циркуляр 1863 // Українська мова: Енциклопедія / Редкол.: В. М. Русанівський, О. О. Тараненко та ін. — 2-е вид. випр. і доп. — К.: Українська енциклопедія, 2004. — С. 62. — 824 с.
19. ↑  Abdelal, Rawi (2005). 《National Purpose in the World Economy: Post-Soviet States in Comparative Perspective》 (영어). Cornell University Press. 106쪽. ISBN 978-0-8014-8977-8.
20. 1 2 3  Bassin, Mark; Glebov, Sergey; Laruelle, Marlene (2015년 7월 17일). 《Between Europe and Asia: The Origins, Theories, and Legacies of Russian Eurasianism》 (영어). University of Pittsburgh Press. 135쪽. ISBN 978-0-8229-8091-9.
21. ↑  Steele, Jonathan (1994). 《Eternal Russia: Yeltsin, Gorbachev, and the Mirage of Democracy》 (영어). Harvard University Press. 217쪽. ISBN 978-0-674-26837-1.
22. ↑  Ohienko, Ivan. “XII. СКОРПІОНИ НА УКРАЇНСЬКЕ СЛОВО. Іван Огієнко. Історія української літературної мови.”. 2022년 2월 1일에 확인함.
23. ↑  Legvold, Robert (2007년 3월 27일). 《Russian Foreign Policy in the Twenty-First Century and the Shadow of the Past》 (영어). Columbia University Press. 240쪽. ISBN 978-0-231-51217-6.
24. ↑  “Yushchenko Praises Guilty Verdict Against Soviet Leaders For Famine” (영어). Radio Free Europe/Radio Liberty. 2010년 1월 14일. 2022년 2월 1일에 확인함.
25. ↑  Каганов Ю. О. Опозиційний виклик: Україна і Центрально-Східна Європа 1980-х — 1991 рр. — Запоріжжя, 2009.Касьянов Г. В. Незгодні: українська інтелігенція в русі опору 1960- 80-х років. — К., 1995
26. ↑  Русначенко А. М. Національно-визвольний рух в Україні середина 1950-х — початок 1990-х років. — К., 1998.
27. 1 2 3  Zaborsky, Victor. “Crimea and the Black Sea Fleet in Russian- Ukrainian Relations” (영어). 2022년 2월 3일에 확인함.
28. 1 2  “Ukraine Special Weapons”. 《미국 과학자 연맹》. 2022년 2월 3일에 확인함.
29. ↑  Dahlburg, John-Thor. “Ukraine Votes to Quit Soviet Union : Independence: More than 90% of voters approve historic break with Kremlin. The president-elect calls for collective command of the country's nuclear arsenal” (미국 영어). 2022년 2월 3일에 확인함.
30. ↑  Norris, Robert S. (1992). “The Soviet Nuclear Archipelago”. 《Arms Control Today》 22 (1): 24–31. ISSN 0196-125X.
31. ↑  Schneider, Barry R.; Dowdy, William L. (1998). 《Pulling Back from the Nuclear Brink: Reducing and Countering Nuclear Threats》 (영어). Psychology Press. ISBN 978-0-7146-4856-9.
32. ↑  Pikayev, Alexander A. (1994년 9월 1일). “Post‐Soviet Russia and Ukraine: Who can push the button?”. 《The Nonproliferation Review》 1 (3): 31–46. doi:10.1080/10736709408436550. ISSN 1073-6700.
33. ↑  Vasylenko, Volodymyr (2009년 12월 15일). “On assurances without guarantees in a 'shelved document”.
34. ↑  “The Russian Invasion of the Crimean Peninsula 2014–2015” (PDF). 존스 홉킨스 대학교.
35. ↑  Keating, Joshua (2014년 2월 25일). “Blame Khrushchev for Ukraine’s Newest Crisis” (영어). 2022년 2월 3일에 확인함.
36. ↑  Specter, Michael (1997년 6월 1일). “Setting Past Aside, Russia and Ukraine Sign Friendship Treaty”. 《The New York Times》 (미국 영어). ISSN 0362-4331. 2022년 2월 3일에 확인함.
37. ↑  Kimball, Spencer (2014년 3월 11일). “Bound by treaty: Russia, Ukraine and Crimea"” (영국 영어). 2022년 2월 3일에 확인함.
38. ↑  “Угода між Урядом Російської Федерації та Кабінетом Міністрів України про передачу з України до Російської Федерації важких бомбардувальників Ту-160, Ту-95МС, крилатих ракет повітряного базування великої дальності та обладнання” (우크라이나어). 2022년 2월 22일에 확인함.[깨진 링크(과거 내용 찾기)]
39. ↑  Molchanov, Mikhail A (2002). 《Political Culture and National Identity in Russian–Ukrainian Relations》. Texas A&M University Press. 235-236쪽. ISBN 9781585441914.[깨진 링크(과거 내용 찾기)]
40. ↑  “2001 Political sketches: too early for summing up” (PDF). 《via pdc.ceu.hu.》. Ukrainian Center for Independent Political Research. 2002년 1월 4일. 2011년 7월 21일에 원본 문서 (PDF)에서 보존된 문서. 2022년 2월 22일에 확인함.
41. ↑  “Polish head rejects Putin attack”. 《BBC News》. 2004년 12월 24일. 2019년 2월 12일에 확인함.
42. ↑  “Angry mood in eastern Ukraine” (영국 영어). 2004년 12월 25일. 2022년 2월 22일에 확인함.
43. ↑  “Country profile: Ukraine” (영국 영어). 2012년 4월 26일. 2022년 2월 22일에 확인함.
44. ↑  “BBC dragged into Ukraine TV furore” (영국 영어). 2008년 6월 5일. 2022년 2월 22일에 확인함.
45. ↑  “Ukrainians dream of EU future” (영국 영어). 2008년 1월 28일. 2022년 2월 22일에 확인함.
46. ↑  “Ukraine drive to keep Russian off buses” (영국 영어). 2004년 6월 18일. 2022년 2월 22일에 확인함.
47. ↑  “В украинском Львове тоже хотят снести советские военные памятники” (러시아어). 2007년 5월 11일. 2022년 2월 22일에 확인함.
48. 1 2  “Russians want Sevastopol to belong to Russia, poll shows” (영어). 2022년 2월 22일에 확인함.
49. ↑  “Almost fourth of Russians believe Ukraine is an enemy – poll” (영어). 2022년 2월 22일에 확인함.
50. 1 2  “Russia in Ukraine missile threat” (영국 영어). 2008년 2월 12일. 2022년 2월 22일에 확인함.
51. ↑  “Press Conference Following Talks with Spanish Prime Minister Jose Luis Rodriguez Zapatero” (영어). 2022년 2월 22일에 확인함.
52. ↑  “Q&A: Ukrainian parliamentary poll” (영국 영어). 2007년 10월 1일. 2022년 2월 22일에 확인함.
53. ↑  “Ukraine divided over language row” (영국 영어). 2005년 4월 22일. 2022년 2월 22일에 확인함.
54. ↑  “Ukraine's east-west showdown” (영국 영어). 2004년 11월 22일. 2022년 2월 22일에 확인함.
55. ↑  Karatnycky, Adrian; Motyl, Alexander J (2009년 5월). “The Key to Kyiv”. 2018년 11월 25일에 원본 문서에서 보존된 문서.
56. ↑  “Russian Foreign Ministry says Russian language in Ukraine suffers from pressure” (영어). 2022년 2월 23일에 확인함.
57. ↑  “Ukrainian-Russian relations”. 《unian.net.》 (영어). 2008년 6월 10일. 2022년 2월 23일에 확인함.
58. ↑  “Moscow Mayor calls on to take Crimea and Sevastopol from Ukraine” (영어). 2022년 2월 23일에 확인함.
59. ↑  “Ukrainian politicians never went to Russia to violate its constitution - Tarasiuk” (영어). 2022년 2월 23일에 확인함.
60. ↑  “Russia bars entry to Ukrainian politicians” (영어). 2022년 2월 23일에 확인함.
61. ↑  “Foreign Affairs - Containing Russia - Yuliya Tymoshenko”. 2007년 5월 17일. 2007년 5월 17일에 원본 문서에서 보존된 문서. 2022년 2월 23일에 확인함.
62. ↑  Aron, Leon (2008년 9월 10일). “Russia's Next Target Could Be Ukraine”. 《Wall Street Journal》 (미국 영어). ISSN 0099-9660. 2022년 2월 23일에 확인함.
63. ↑  
Террористы привязали мужчину с украинским флагом к столбу в Зугрэсе
64. ↑  
НЕZЛАМНІ: Ірина Довгань - історія донеччанки, катованої окупантами за допомогу українським бійцям
65. ↑  
Патріотка Ірина Довгань, яку катували терористи, розповіла, чому не вважає себе героїнею
66. ↑  
Попавший в плен боец АТО рассказал об издевательствах толпы у "столба позора"
67. ↑  Путин. Война
68. ↑  Москалёв Алексей Владимирович
69. ↑  Laruelle M. Accusing Russia of fascism (англ.) // Russia in Global Affairs. — 2020. — Iss. 18, no. 4. — P. 100—123.
70. ↑  Garaev D. The Methodology of the ‘Russian World’and ‘Russian Islam:’New Ideologies of the Post-Socialist Context (англ.) // The Soviet and Post-Soviet Review. — 2021. — Iss. 48, no. 3. — P. 367—390.
71. ↑  Лариса Дмитрівна Якубова. Рашизм: звір з безодні. — Akademperiodyka, 2023. — 315 с.
72. ↑  Tsygankov, Daniel Beruf, Verbannung, Schicksal: Iwan Iljin und Deutschland // Archiv fuer Rechts- und Sozialphilosophie. — Bielefeld, 2001. — Vol. 87. — 1. Quartal. — Heft 1. — S. 44—60.
73. ↑  Russia's genocide handbook
74. ↑  Это настоящий концлагерь: 21 фильтрационный лагерь создали оккупанты на Донетчине
75. ↑  'You can't imagine the conditions' - Accounts emerge of Russian detention camps
76. ↑  Mariupol Women Report Russians Taking Ukrainians To 'Filtration Camps'
77. ↑  Ukrainians who fled to Georgia reveal details of Russia’s ‘filtration camps’
78. ↑  Пошкоджена будівля медзакладу, є загиблі: РФ завдала повторного удару по Києву

## 참고 문헌
- Szporluk, Roman. 《Russia, Ukraine, and the breakup of the Soviet Union》 (Hoover Press, 2020).
- Wilson, Andrew. "Rival versions of the East Slavic idea in Russia, Ukraine and Belarus." in 《The Legacy of the Soviet Union》 (Palgrave Macmillan, London, 2004) pp. 39–60.
- Yakovlev-Golani, Helena. "Foreign Policy of the Russian Federation in the Slavic Triangle." 《Canadian slavonic papers》 53.2-4 (2011): 379–400. Russia, Ukraine and Belarus
- Zagorski, Andrei. 《Policies towards Russia, Ukraine, Moldova and Belarus》 (Routledge, 2004); and the European Union